# オウム真理教のアニメ
オウム真理教のアニメ（オウムしんりきょうのアニメ）では、オウム真理教が制作したアニメについて解説する。

## 概要
オウム真理教はアニメ・漫画ファン層への布教を目的として、1991年に「MAT（マンガ・アニメ・チーム）」というスタジオを設立。オウム出版から漫画を出版するかたわら、『超越世界』（全10話）、『超越神力』（全3話）、『創世記』、『仏典輪廻転生談ビデオ』、『私の真理実践記』（全2話）などのOVAも制作した。
『あなたもなれるかも? 未来を開く転輪聖王』（1巻・2巻、オウム出版）などの漫画単行本は広く販売・配布されたのに対し、アニメの場合は内部関係者・信者向けの意味合いが強く、一連の事件発覚前にはあまり知られていなかった。オウムは科学技術部門に優先的に予算を与えていたため、アニメ制作に充てられた予算は少なく、さらには作画スタッフが「絵が描ける＝手先が器用」ということでサリンプラント建設にまわされることもあった。
麻原はアニメ好きな一面もあり、父が旧金剛村で最初にテレビを購入していたこともあって子供のころテレビで『あんみつ姫』や『8マン』をよく観ており、他にも『未来少年コナン』『宇宙戦艦ヤマト』『機動戦士ガンダム』『伝説巨神イデオン』『地球へ…』 などを視聴していた。それもあってか、アニメでは麻原自身が本人役で声を演じた。また、麻原はナレーションも務めている。
アニメには麻原の他に、松本麗華・松本知子・上祐史浩・村井秀夫・新実智光・石井久子・飯田エリ子・青山吉伸・遠藤誠一・中川智正らも登場し、彼らも本人役で声を演じている（スタッフロールではホーリーネームでクレジットされている）。麻原の娘たちが「神々の声」役で出演したこともあった。
本編・OP・EDいずれにも信者の修行の様子や教団の子供たちが遊んでいる様子などの実写映像が挿入され、そこにも麻原本人が出演している。
『超越神力』『超越世界』の主題歌は麻原が歌う「超越神力」（両者でバージョンが異なる）。『超越世界』では1番のみが流れるのに対し、『超越神力』ではフルサイズが流れる。
『超越神力』のエンディングテーマは「天へ帰れ」という曲だが、クレジットではタイトルが「超越神力エンディングテーマ」となっている。OP同様フルバージョンで流れ、スタッフロールは3番から表示される。
後継団体であるAlephも布教用にアニメを制作しており、『進め真理教』など旧団体で使用された音楽も流用していたが、2015年8月、Alephの公式サイトのリニューアルに伴い、アニメは公開されなくなった。
アニメでの美化された麻原と、実際の麻原とのギャップは、1995年当時マスメディアでも話題になった。ただし『創世記』では美化の度合いが比較的低く、他作品と比べ本人に近い風貌となっている。

## 超越世界
麻原彰晃を全面的に押し出した作品。一話につき5 - 6分の短編。前述の通り、麻原が美化されて登場する。この作品における麻原は、単なる教団の代表としてだけでなく、信者及び教団を幸福へと導く救世主・超能力者的な側面が強く描写されている。
麻原彰晃（あさはら しょうこう）
主人公。オウム真理教の設立者。幽体離脱をしてビルをすり抜けたり、破戒をした信者を電話で優しく諭したり、姿を消したりする場面が見受けられる。
よしお
part2に登場。オウム真理教の信者だが実在の人物かは不明。富士総本部での修行シーンと回想シーンで2カットのみ登場。
後述のみちこと共に、不邪淫の戒を破る（破戒）。オウム真理教の道場で、修行をせずに雑談をしている信者たちがよしおとみちこが不邪淫の戒を破った件について噂話をし、それを麻原が異次元から立ち聞きするシーンがある。
みちこ
part2に登場。オウム真理教の信者。よしおと同じく、実在の人物かは不明。よしおと共に不邪淫の戒を破るも、それが麻原にバレたため、電話で諭される。
カール・リンポチェ
part4に登場。実在したチベット仏教の指導者（故人）。瞑想中の麻原の前に突如現れる。麻原は超越神力によって彼と香港で巡り会うことを予知していたが、彼もまた麻原の来訪を予知していたという。最後は超能力で麻原に別れを告げ、祖国チベットの土を二度と踏むことのないまま息を引き取った。
ナレーター（声 - ダルマヴァジリ、カンカーレヴァタ、タントラウッタマー）

### 各話リスト
| タイトル                     | サブタイトル             | 内容                                                                         |
| ---------------------------- | ------------------------ | ---------------------------------------------------------------------------- |
| これが尊師の超越神力 Part.1  | 浮揚!                    | 麻原彰晃が初めて空中浮揚に成功するまでを描いたエピソード                     |
| これが尊師の超越神力 Part.2  | 異次元でのうわさ         | 麻原彰晃が化身を飛ばし異次元でよしおとみちこの破戒を知るエピソード           |
| これが尊師の超越神力 Part.3  | 化身の体験               | 麻原彰晃の化身を信者が渋谷の街で見かけるエピソード                           |
| これが尊師の超越神力 Part.4  | 巡り会い                 | 麻原彰晃がカール・リンポチェと対面すべく、弟子と共に海外へ向かうエピソード   |
| これが尊師の超越神力 Part.5  | 別れ                     | 麻原彰晃が宗教的な交流を続けてきたカール・リンポチェの死別を描いたエピソード |
| これが尊師の超越神力 Part.6  | 尊師が消えた!            | 麻原彰晃が弟子たちの前で超越神力を用いて、姿を消す能力を披露するエピソード   |
| これが尊師の超越神力 Part.7  | 医学常識を超えた超越神力 | 麻原彰晃が透視で病気を言い当てるエピソード                                   |
| これが尊師の超越神力 Part.8  | はるかなるチベット       | 麻原彰晃がチベットを訪れ、チベットにおける前世の記憶を披露するエピソード     |
| これが尊師の超越神力 Part.9  | 尊師は見ていた           | 麻原彰晃が熱を出した弟子の外出を止めるエピソード                             |
| これが尊師の超越神力 Part.10 | 奇跡の手術!              | 麻原彰晃が飛行機内で娘（おそらく四女）の首の痛みを一瞬で治療するエピソード   |

## 超越神力
麻原本人の神秘性よりも、宗教的な専門知識の解説や麻原と信者の体験談をアニメ化したエピソードを中心とする作品。一本あたり30分 - 1時間程度と比較的長いが、「天耳通」「他心通」ではオープニング・エンディングがフルサイズのため、約半分をオープニングとエンディングが占めている。
「宿命通」のみ作画が『超越世界』と同一のものとなっている。
先述の通り、作中に登場するオウム関連人物の声はいずれも本人が担当している。
麻原彰晃
主人公。『超越世界』に比べて彼の存在は全面的に押し出されてはいないが、例によって美化されたデザインとなっている。
「六神通」と呼ばれる神通力を持ち、「天耳通」では神々と対話し、監禁され薬物を投与された弟子を救出する活躍を見せる。「他心通」では人の性質を見極める力について解説する。「宿命通」では自分がイムホテプの生まれ変わりであること、「宿命通第二部」では自分が実はヒトではないことを語る。

### 天耳通
麻原とオウム信者が、出家に反対する両親に監禁されている芦川順一を救出するエピソード。ほぼ同じ内容のコミカライズも存在する。
芦川順一（あしかわ じゅんいち）（仮名、本人）
モデルは石川公一とされている。東京大学医学部生（モデルとなった石川も同様）。麻原曰く、熱心に修行に励む優秀な修行者。元はオウムの在家信徒だったが、出家することにしたため、出家に反対する両親を説得しに徳島まで帰省する。しかしその後、オウムとの連絡が途絶え、麻原の「天耳通」の力で芦川が徳島の実家で監禁され薬物を投与されていることが判明。麻原の指示の下、幹部らが救出に向かうことになった。「出家するなら被害者の会に入る」と言った父親を止めていたとするが、ビデオ鑑賞をしたりお菓子を何度も食べたりとだらけていた(但しクロルプロマジンが検出された)。
サクラー（飯田エリ子）
オウムに出家するため、両親を説得しに徳島まで帰省する芦川を見送る。
芦川の父（声 - シンガーラピタル）
芦川病院の院長を務める。息子の出家に反対しており、面会に訪れた青山たちに対して、始めは「診療で忙しいから帰れ」と激昂していた。
青山たちが再び再び面会に来た際には終始意味深な笑みを浮かべ、柔和な応対を取る。それでも「全財産を擲ってでも被害者の会に入りオウムと戦う」「横浜弁護士会とも連絡を取る」とオウムへの敵対心を顕わにした。
芦川の母（声 - アバヤマーター）
息子と同じくオウム真理教の信徒だが、出家には反対している。青山たちに対しては、最初「順一はオウムには入信したくないと言っていた」と話していたが、順一が旅行に出掛けている理由を尋ねられた際に「出家に反対している父と顔を合わせたくないから」と答えたため、青山に「出家の意思はまだあるのでは」と矛盾点を指摘されてしまう。しかし、午後に再び面会に来た際には、夫と共に愛想笑いを浮かべながら「突然面会に来られたので気が動転していた」と弁解した。
アパーヤージャハ（青山吉伸）
遠藤、中川と共に徳島へ飛び、芦川の両親との面会に向かい、交渉を行う。何故か芦川を「あしがわ」と呼ぶ。
ジーヴァカ（遠藤誠一）
青山、中川と共に芦川の両親と面会する。
ヴァジラティッサ（中川智正）
青山、遠藤と共に芦川の両親と面会する。コーヒーは好きではない。実際の中川と同様に医師であり、青山らに同行した理由も、薬物を投与されている芦川の体調を麻原が危惧したためであった。「医者は薬の怖さを知っている」として、薬物の投与説には疑問を呈した。
マイトレーヤ（上祐史浩）
青山らと共に徳島地方裁判所へ芦川順一の人身保護請求に向かう。
ヤソーダラー（松本知子）
麻原の妻。麻原の命令で上祐に連絡を取った。
裁判官（声 - エーラカ）

### 他心通
麻原彰晃が人の心を見抜く「他心通」について語るエピソード。
ヤソーダラー（松本知子）
シャクティーパットによって汚れたエネルギーを身に受けてしまう。
マハーケイマ（石井久子）
シャクティーパットで弱った麻原を看病する。
東京のKさん（声 - キサーゴータミー）
金持ちの信者で、ソーナーの道場に通っていたがアンチに転向し数十名を退会させてしまう。
ソーナー（大内早苗）
Kさんによって自身の道場のメンバーを失ってしまう。
和歌山のMさん（声 - アッサージ）
自然農法の大家でオウム信者。麻原は他心通によって徳の無さを見抜いていたが、縁だけは積ませようと出家を許可した。結果、一週間でやめてしまい、「オウム真理教被害者の会と名乗る加害者の会」に入会するが、一緒に出家した妻と母はそのままオウムに残った。
ちなみに、「農園を奪われそうになった上、母と妻が入信してしまった」という似た経歴を持つ人物は実在している。妻とは離婚する結果となったが、母と子供は取り戻せたという。
F師（声 - ヴァジラアバヤ）
大阪支部の担当で、和歌山のMさんを信頼していた。

### 宿命通
麻原彰晃が過去世を知るプロセスと、その例について語ったエピソード。
アーチャリー（松本麗華）
麻原の三女。麻原に呼ばれ、麻原から過去世や4つのサマディに関する教えを説かれる。
マンジュシュリー・ミトラ（村井秀夫）
麻原と共にピラミッド内部に入り、麻原からピラミッドはポアの装置であり、重力拡散の間は音響効果を狙ったものであることを教わる。
ジェセル王
実在する古代エジプトの人物。死を恐れ、イムホテプに救いを求める。
イムホテプ
実在する古代エジプトの人物。麻原の過去世とされる。王の求めに応じ、良い転生をする修行を教える。

### 宿命通第二部 天界編
麻原が過去世のひとつである天界にいた頃を語るエピソード。
アーチャリー（松本麗華）
前作に続き登場。
天界の麻原
過去世の麻原。天界でも修行者であり、空中浮揚を会得。
天界の麻原の弟子
杉浦実（カンカーレヴァタ、杉浦茂の弟）の過去世。
空中浮揚の達人
空中浮揚が得意だが性格が悪く、天界の麻原の空中浮揚を馬鹿にする。だが彼についていった者は頭がおかしくなってしまった。
ガンダッパ（声 - ミラレパ）
女のような姿だが声は男の神。天界の麻原の六神通獲得を記念して人間界ツアーをプレゼントし、一緒に人間界を旅をするが途中で悪龍に襲われる。
悪龍
ガンダッパが好物。
善龍を統治する女神（声 - マハー・ケイマ）
悪龍を退治する。石井久子の過去世。

## その他

### 戦慄の的中率 麻原彰晃尊師の大宇宙占星学 一九九二年のあなたの運命はこうだ!!
内容は奇門遁甲に天文学を応用して解説するもの。現在の奇門遁甲は不完全であり、大宇宙占星学は天界のグルから授かったものでかつて諸葛亮も用いていた完全な奇門遁甲であるという。
太陽系の星（冥王星やハレー彗星も含む）の配置をコンピュータでシミュレートし、多くの地震や広島への原爆投下、日本航空123便墜落事故、タイタニック号の沈没などは当時の星の配置から予言されていたと断言。そして1999年にはノストラダムス、酒井勝軍、出口王仁三郎らも予言しているようにハルマゲドンが起きると予言した。

### 創世記
創世「期」の表記もあるがどちらが正しいかは不明。天地創造から人間世界の誕生をアニメとダンス（実写）で描く長編作品で、内容は起源経に近い。制作指揮は石井久子と村井秀夫。音楽は石井紳一郎、ダンスは富田隆、衣装デザインは岐部哲也が監修。声優にも幹部が総動員されている。

## 関連書籍など
「AUM MAT STUDIO」関係者の証言は、以下の出版物に見ることができる。
- 『Quick Japan』vol.13（太田出版 1997年4月、ISBN 4-87233-329-2）pp.202 - 213所収の「フィルムは生きているか? ──元オウム・アニメーターの告白」（取材、文 - 岡田斗司夫）
- 岡田斗司夫・著『世紀の大怪獣!! オカダ  / 岡田斗司夫のお蔵出し』（イースト・プレス、1998年7月、ISBN 4-87257-125-8。上記インタビューを収録）